# ALBA Berlín
El Alba Berlín es un club de baloncesto que juega en la BBL y en la primera competición europea, la Euroliga. El equipo, con sede en Berlín, es también conocido como los Berlin Albatrosses. Disputa sus partidos en el Mercedes-Benz Arena, con capacidad para 16 000 espectadores.

## Historia
Alba Berlin remonta su historia al BG Charlottenburg, un club de baloncesto en el oeste de Berlín, que fue fundado en 1989. En 1991, cuando la empresa de reciclaje global, Alba AG, acordó un patrocinio de baloncesto, BG Charlottenburg cambió su nombre por el de Alba de Berlín.
Poco después, bajo la dirección del entrenador Faruk Kulenović, Alba Berlín fue segundo en el campeonato alemán. En 1993, el serbio Svetislav Pešić asumió el cargo de entrenador, y el club cosechó muchos éxitos, cosa que ningún otro equipo de baloncesto alemán había logrado anteriormente. Ganar la Copa Korać en 1995 fue el primer título internacional de un equipo alemán de baloncesto.
En 1996, poco después de mudarse al club del Sömmeringhalle al Max-Schmeling-Halle, Alba Berlin, finalmente venció en la final al campeón Bayer Leverkusen y ganó su esperado primer campeonato alemán. Además de ganar la Copa Korać y otros éxitos a nivel europeo, en su carrera de siete años como entrenador, Pešić ganó cuatro campeonatos alemanes y una Copa de Alemania.
Bajo la dirección del entrenador Emir Mutapčić el equipo ganó tres campeonatos alemanes y dos Copas de Alemania, pero a nivel europeo no consiguieron nada. Como reacción a la sequía de títulos, el equipo era reconstruido cada temporada. En 2004 y 2005, Berlín, finalmente, fue eliminado en semifinales en Play-Offs. El club creó el nuevo cargo de team mánager, que fue ocupado por Henning Harnisch. Además, la sección profesional del club se transformó en GmbH el 1 de septiembre de 2005.
En la temporada 2005-06, con su nuevo entrenador Henrik Rödl, Alba Berlin ganó otra Copa de Alemania. Como campeón de la temporada regular, el equipo avanzó a la serie final para luchar por el campeonato, en la que perdieron contra el RheinEnergie Köln. Köln fue entrenado por Saša Obradović, que había ayudado a Berlín a ganar la Copa Korac FIBA en 1995. La temporada siguiente, 2006-07, sin embargo, Berlín fue una vez más el campeón de la temporada regular, pero fue eliminado en los cuartos de final por Artland Dragons. Este hecho provocó el despido de Rödl y la firma de un nuevo entrenador, Luka Pavićević, seguido de otra importante remodelación del equipo. Después de problemas de lesiones en la preparación y en el curso de la temporada de la temporada 2007-08, (incluyendo la pérdida de Goran Jeretin para toda la temporada y Aleksandar Rašić para los play-offs), en enero de 2008 Berlín se aprovechó de la insolvencia de Cologne 99ers y firmó a sus principales jugadores Immanuel McElroy y Aleksandar Nađfeji. Liderados por el MVP de la liga Julius Jenkins, el equipo fue superior a todos los otros competidores en los play-offs y ganó el campeonato de nuevo después de cinco años sin ganarlo.
En la temporada 2003-04, Berlín logró su última clasificación a la Liga Europea más alta, la Euroliga. Entre las temporadas 2004-05 y 2007-08, el equipo fue capaz de presentarse "sólo" en la Copa ULEB, la segunda liga europea más alta. Aquí, solo en la temporada 2006-07 el equipo llegó más allá de la primera ronda, luego finalmente fue eliminado en la segunda ronda.
Con el traslado al nuevo O2 World de Berlín con 14.500 asientos, el entonces campeón reinante Alba Berlín abrió un nuevo capítulo en la historia del club. Berlín fue el primer equipo en la historia de Alemania que promedio más de 7000 aficionados por partido. Por lo tanto, el manger del ALBA Marco Baldi y el presidente del Consejo de Supervisión, Axel Schweitzer, decidieron dar el siguiente paso hacia una presencia permanente en la competencia internacional con opciones de presentación apropiadas. Anschutz Group, propietario del O2 World de Berlín, y Alba Berlín acordaron un contrato de 15 años, hasta 2023, con opción para otros 10 años.
El campeón alemán reinante, Alba participó en la Euroliga 2008-09. Allí, el equipo alcanzó el Top 16, pero no pudo luchar contra los clubes europeos de élite como el FC Barcelona, Real Madrid y Maccabi Tel Aviv. Sin embargo, Alba tuvo la asistencia más alta de Europa con 11.264 espectadores en el O2 World de Berlín. Además, el club reunió a 14.800 espectadores en el principal partido en casa de fase de grupos contra el Union Olimpija, récord en un partido de Copa de Europa en Alemania. Mientras que a nivel nacional, en la final de Copa, Alba derrotó a Baskets Bonn. Más tarde, Alba fue eliminado por el mismo equipo en las semifinales de la eliminatoria a cinco partidos.
En 2009, el mánager del Alba Berlín, Marco Baldi, fue premiado por los ejecutivos de la Euroliga de Baloncesto con el premio de Ejecutivo del año.

## Registro por temporadas

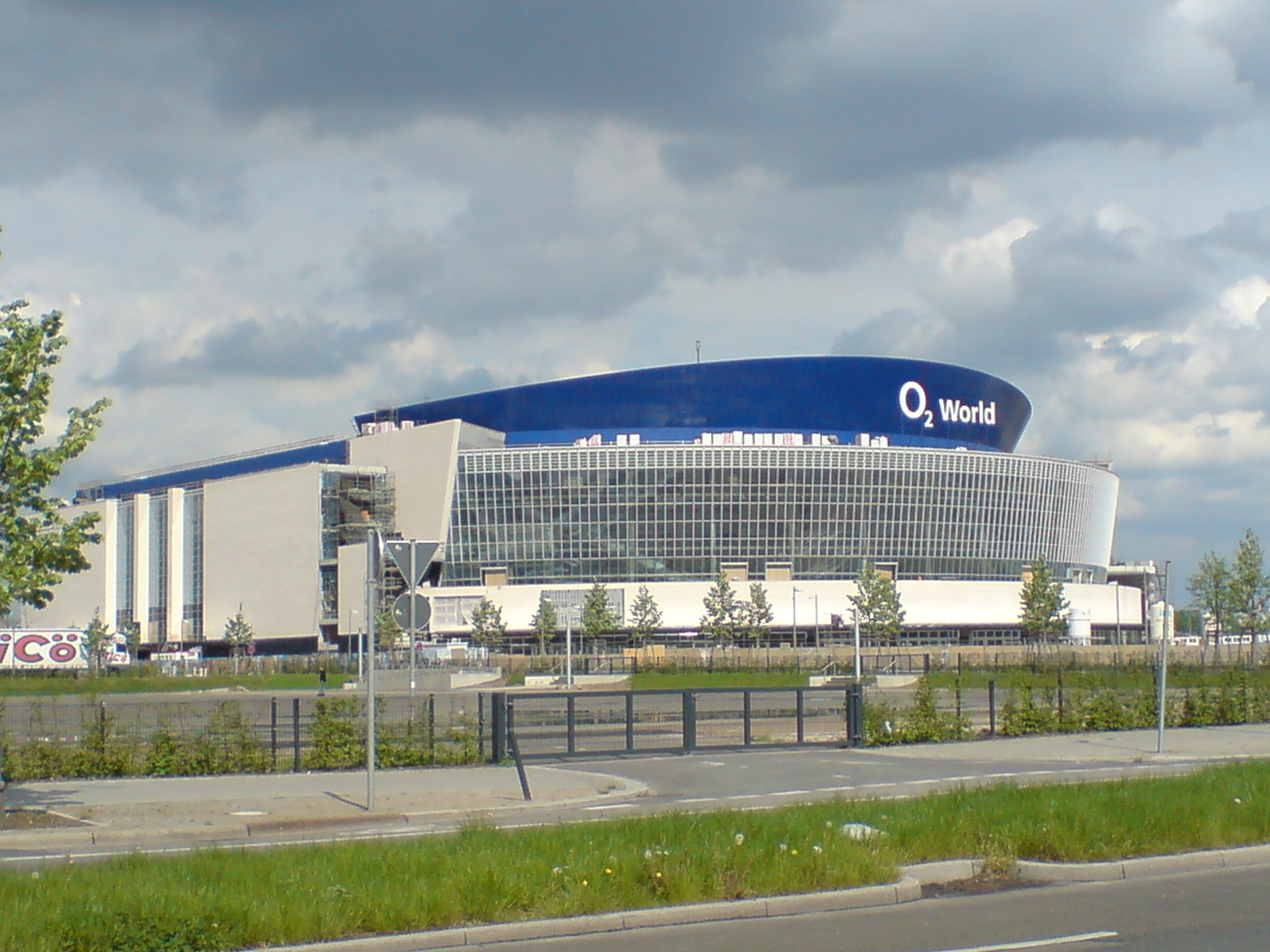
O2 World. Escenario donde el equipo disputa sus encuentros como local.

| Temporada | División | Liga       | Posición | Playoffs         | Copa de baloncesto de Alemania | Competición europea         | Competición europea |
| --------- | -------- | ---------- | -------- | ---------------- | ------------------------------ | --------------------------- | ------------------- |
| 1991–92   | 1        | Bundesliga | 2        | Final            | -                              | Juega Copa Saporta          |                     |
| 1992–93   | 1        | Bundesliga | 2        | Cuartos de final | –                              | Juega Copa Korać            |                     |
| 1993–94   | 1        | Bundesliga | 3        | Semifinales      | –                              | Juega Copa Korać            |                     |
| 1994–95   | 1        | Bundesliga | 2        | Final            | –                              | Copa Korać Campeón          |                     |
| 1995–96   | 1        | Bundesliga | 2        | Final            | Semifinal                      | Copa Korać Cuartos de final |                     |
| 1996–97   | 1        | Bundesliga | 1        | Campeón          | Campeón                        | Juega Euroliga              |                     |
| 1997–98   | 1        | Bundesliga | 1        | Campeón          | –                              | Euroliga Cuartos de final   |                     |
| 1998–99   | 1        | Bundesliga | 1        | Campeón          | Campeón                        | Juega Euroliga              |                     |
| 1999–00   | 1        | Bundesliga | 1        | Campeón          | Final                          | Juega Euroliga              |                     |
| 2000–01   | 1        | Bundesliga | 1        | Campeón          | –                              | Suproliga Cuartos de final  |                     |
| 2001–02   | 1        | Bundesliga | 1        | Campeón          | Campeón                        | Euroliga Fase de grupos     |                     |
| 2002–03   | 1        | Bundesliga | 1        | Campeón          | Campeón                        | Euroliga Fase de grupos     |                     |
| 2003–04   | 1        | Bundesliga | 3        | Semifinal        | –                              | Euroliga Fase de grupos     |                     |
| 2004–05   | 1        | Bundesliga | 3        | Semifinal        | –                              | Juega ULEB                  |                     |
| 2005–06   | 1        | Bundesliga | 2        | Final            | Campeón                        | Juega ULEB                  |                     |
| 2006–07   | 1        | Bundesliga | 5        | Cuartos de final | –                              | Juega ULEB                  |                     |
| 2007–08   | 1        | Bundesliga | 1        | Campeón          | Cuartos                        | Juega ULEB                  |                     |
| 2008–09   | 1        | Bundesliga | 3        | Semifinal        | Campeón                        | Euroliga Top 16             |                     |
| 2009–11   | 1        | Bundesliga | 6        | Cuartos de final | –                              | Eurocup Final               |                     |
| 2010–11   | 1        | Bundesliga | 2        | Subcampeón       | –                              | Juega Eurocup               |                     |
| 2011–12   | 1        | Bundesliga | 3        | Cuartos de final | –                              | 2 Eurocup                   | TR                  |
| 2012–13   | 1        | Bundesliga | 5        | Cuartos de final | Campeón                        | 1 Euroliga                  | T16                 |
| 2013–14   | 1        | Bundesliga | 3        | Subcampeón       | Campeón                        | 2 Eurocup                   | QF                  |
| 2014–15   | 1        | Bundesliga | 2        | Semifinal        | Tercera Plaza                  | 1 Euroliga                  | T16                 |
| 2015–16   | 1        | Bundesliga | 6        | Cuartos de final | Campeón                        | 2 Eurocup                   | T16                 |
| 2016–17   | 1        | Bundesliga | 6        | Cuartos de final | Tercera Plaza                  | 2 EuroCup                   | T16                 |
| 2017–18   | 1        | Bundesliga | 2        | Finalista        | Finalista                      | 2 EuroCup                   | T16                 |
| 2018–19   | 1        | Bundesliga | 3        | Finalista        | Finalista                      | 2 EuroCup                   | F                   |
| 2019–20   | 1        | Bundesliga | 4        | Campeón          | Campeón                        | 1 Euroliga                  | SUS.                |
| 2020–21   | 1        | Bundesliga | 2        | Campeón          | Finalista                      | 1 Euroliga                  | RS                  |
| 2021–22   | 1        | Bundesliga | 2        | Campeón          | Campeón                        | 1 Euroliga                  | RS                  |
| 2022–23   | 1        | Bundesliga | 5        | Cuartos de final | Semifinal                      | 1 Euroliga                  | RS                  |

## Palmarés
El equipo ganó la liga alemana durante siete años consecutivos en los que consiguió el título de la Bundesliga (entre los años 1997 y 2003) además de seis Copas de Alemania, lo que sin duda le convierten en uno de los clubes más importantes del baloncesto germano de los últimos años.
A su vez, se convirtió en el primer equipo alemán en lograr un título continental, más concretamente la Copa Korać de 1995, que consiguió tras ganar al Stefanel Milan, en el que entonces militaba Dejan Bodiroga, en partido a doble vuelta por: 87-87 y 85-79, después de deshacerse en semifinales del Cáceres C.B. de la Liga ACB.
En la temporada 2007-2008 consiguió proclamarse campeón de la liga alemana por octava vez en su historia.
En la temporada 2019-2020, ALBA Berlín cortó su sequía de títulos con un histórico doblete al ganar la Copa de Alemania ante EWE Baskets Oldenburg y la Liga alemana en el BBL-Final Turnier disputado en junio de 2020 tras el parón por la pandemia del Coronavirus.
- Campeón de la BBL : 11

1997, 1998, 1999, 2000, 2001, 2002, 2003, 2008, 2020, 2021 y 2022
- Campeón de la Copa de baloncesto de Alemania: 11

1997, 1999, 2002, 2003, 2006, 2009, 2013, 2014, 2016, 2020 y 2022
- Campeón de la Supercopa de Alemania: 3

2008, 2013 y 2014
- Campeón de la Copa Korać: 1

1994-95
- Subcampeón de la Eurocup: 2

2009-10, 2018-19

### Alba Berlín vs equipos NBA
El ALBA jugó el 6 de octubre de 2012 contra Dallas Mavericks en el O2 World con el resultado 84-89 favorable a los texanos, convirtiéndose así en el primer equipo alemán en jugar contra un equipo NBA.
El 8 de octubre de 2014 jugaron contra San Antonio Spurs en el O2 World también, con la victoria del ALBA 94-93 con una canasta en el último segundo de Jamel McLean.

## Jugadores destacados
| - Stephen Arigbabu - Stephan Baeck - Gunther Behnke - Uwe Blab - - Mithat Demirel - Patrick Femerling - Jannik Freese - Nino Garris - Hansi Gnad - Steffen Hamann - Henning Harnisch - Johannes Herber - Jan-Hendrik Jagla - Jörg Lütcke - - Ademola Okulaja - - Teoman Öztürk - Henrik Rödl - Heiko Schaffartzik - Sven Schultze - Andreas Seiferth - Lucca Staiger - - Bar Timor - Christian Welp - Philip Zwiener - - Jonathan Tabu - Kenan Bajramović - - Nihad Đedović - Ruben Boumtje-Boumtje - - Levon Kendall - Jiří Zídek - Marko Banić | - - Jurica Golemac - Matej Mamić - Albert Miralles - Tanel Tein - Ali Traoré - Martynas Mazeika - Vojdan Stojanovski - Goran Jeretin - Goran Nikolić - Blagota Sekulić - - Yassin Idbihi - Geert Hammink - Kirk Penney - Szymon Szewczyk - Vasili Karasiov - Vule Avdalović - Tadija Dragićević - Dejan Koturović - Marko Marinović - Aleksandar Nađfeji - Saša Obradović - - Marco Pešić - - Vladimir Petrović - Zoran Radović - Aleksandar Rašić - Miroslav Raduljica - Marko Simonović - Jovo Stanojević - Teoman Alibegović - Dragiša Drobnjak | - Uroš Slokar - Cemal Nalga - Derrick Allen - Wendell Alexis - - Koko Archibong - William Avery - Michael Bradley - Bobby Brown - John Celestand - Adam Chubb - DeJuan Collins - Terry Dehere - Sharrod Ford - Je'Kel Foster - Kiwane Garris - - Demond Greene - Casey Jacobsen - Julius Jenkins - - David Logan - Immanuel McElroy - Jamel McLean - Zach Morley - Chris Owens - Mike Penberthy - Derrick Phelps - Hollis Price - Brian Randle - Reggie Redding - - Alex Renfroe - -Taylor Rochestie - Kevin Rankin | - Bryce Taylor - Deon Thompson - Dijon Thompson - Luke Whitehead - Mike Whitmarsh - DaShaun Wood - - Michael Wright - Rashad Wright |

## Entrenadores destacados
| - Svetislav Pešić - Emir Mutapčić - Henrik Rödl | - Muli Katzurin - Gordon Herbert - Saša Obradović |

## Números retirados
- Wendell Alexis #12
- Henrik Rödl #4